# Alain Vadeboncoeur
Dr Alain Vadeboncoeur est un médecin urgentologue, vulgarisateur scientifique, animateur, auteur, conférencier et chroniqueur canadien habitant à Longueuil. Il a été le chef de l'Urgence de l'Institut de cardiologie de Montréal de 1999 à 2021. Il est actif dans le milieu de la recherche et il intervient fréquemment dans les médias de langue française pour dissiper des mythes sur des enjeux de santé. Son engagement social à l'égard du système de santé public l'a rendu plus visible dans l'actualité québécoise. Il a été très présent sur les médias sociaux durant la pandémie.

## Biographie

### Jeunesse et formation académique
Alain Vadeboncoeur est le fils de l’auteur Pierre Vadeboncoeur, et de Marie Gaboury, travailleuse sociale d'origine franco-ontarienne. Il a grandi dans le quartier Outremont de Montréal,.
Vadeboncoeur obtient un diplôme d'études collégiales du Cégep de Saint-Laurent en 1982 (sciences de la santé / sciences pures), puis un doctorat en médecine de l'Université de Montréal en 1988. Il a complété sa résidence en médecine familiale à l’Université de Montréal, a obtenu son permis de pratique en médecine familiale en 1990 et en médecine d'urgence en 2000,.

### Carrière en médecine
Vadeboncoeur a été recruté par le Centre hospitalier Pierre-Boucher de Longueuil en 1990,, où il est devenu chef du service de médecine d'urgence,. Il a œuvré dans le préhospitalier et a été chargé de la coordination des services médicaux en Montérégie lors de la tempête de verglas qui a durement frappé l’Est du Canada en 1998. En 1999, il est devenu membre du Département de médecine de l’Institut de cardiologie de Montréal, où il a fondé en 2004 le service de médecine d'urgence, qu’il dirigeait jusqu'en avril 2021.
Vadeboncoeur a présidé l'Association des médecins d’urgence du Québec de 1998 à 2000,, la Table des chefs d’urgence de Montréal de 2001 à 2003, l’Association des spécialistes en médecine d’urgence du Québec de 2004-2008, et Médecins québécois pour le régime public de 2012 à 2014, qu'il a cofondé avec d'autres médecins et militants. Il a été membre de plusieurs groupes de travail et organisations, dont à l'Institut pour la pertinence des actes médicaux (IPAM), où il œuvre depuis 2022 comme conseiller médical et scientifique.

### Recherche et enseignement
Vadeboncoeur œuvre dans le milieu de la recherche. Membre de divers réseaux de recherche en médecine d’urgence au cours de sa carrière, il a été Directeur scientifique du congrès en médecine d'urgence organisé par la Fédération des médecins omnipraticiens du Québec en 1997 et a participé à l’organisation de plusieurs autres conférences au Canada et ailleurs. Avec d’autres chercheurs, cliniciens et administrateurs, il a fondé en 2001 le Groupe inter-universitaire de recherche sur les urgences,. Il a co-présidé en 2005 le 1er Congrès international interdisciplinaire sur les urgences, à Montréal.
Il collabore encore aujourd’hui à des travaux de recherche et est membre d’un comité d’évaluation par les pairs des Instituts de recherche en santé du Canada. Il est réviseur pour trois publications scientifiques : Canadian Journal of Cardiology (CJC), Canadian Journal of Emergency Medicine (CJEM) et Canadian Medical Association Journal (CMAJ).
Vadeboncoeur enseigne au Département de médecine familiale et de Médecine d’urgence de l’Université de Montréal depuis 2003, y compris comme professeur titulaire de clinique depuis 2021. Il est en outre l’un des créateurs et l’administrateur d’un cours, ECG-u, portant sur les urgences cardiaques et la lecture de l’électrocardiogramme.

### Vulgarisateur scientifique
Vadeboncoeur est devenu une présence de plus en plus familière dans les médias canadiens de langue française, à la fois par ses chroniques régulières dans plusieurs médias et comme personne-ressource pour les journalistes dans le cadre de reportages sur les enjeux de santé.
Il commente les questions de santé sur son blogue hébergé par le site web de la revue l’Actualité depuis 2013. Depuis octobre 2017, il produit également une chronique mensuelle dans la version papier du magazine. Il publie également des textes sur son blogue Profession Santé Québec du Groupe Rogers depuis 2009.
Il faut simplifier les choses, il faut bien parler aux patients. La pratique des médias que j'ai faite m'a permis de beaucoup mieux parler aux patients, qui est quand même une phase fondamentale dans les soins.
Ses propos visent souvent à donner l'heure juste concernant des traitements frauduleux, ou des affirmations sans fondement. Il a ainsi notamment lancé des avertissements concernant le traitement Zamboni pour la sclérose en plaques, les traitements de détoxication et a dénoncé les sites de nouvelles qui participent à la propagation de fausses nouvelles sur la santé.
Dénoncer les mythes en santé était d'ailleurs le thème d'une série de conférences qu'il a offerte en compagnie de Olivier Bernard en 2015.
Le terme « détox » est un cas de détournement de sens, utilisé pour une stratégie — très efficace — de marketing.
Il a animé de 2010 à 2013 l’émission d’information sur la santé Les docteurs à la télévision de Radio-Canada,.
Vadeboncoeur a fréquemment agi comme consultant médical expert ou collaborateur pour des séries documentaires dont J’aurais donc dû, docteur et Clinique roulante), de même que pour des émissions d’information, notamment Une pilule, une petite granule et RDI-Santé et des émissions de variétés (L’après-midi porte conseil, Médium Large). Il anime depuis 2021 l'émission Doc Vadeboncoeur contre-attaque sur Explora.
Est-il simplement acceptable de raconter n’importe quoi avec pour objectif de vendre, souvent à fort prix, un peu d’effet placebo ? (…) Il faut aussi considérer le risque que certains patients abandonnent des traitements efficaces pour des lubies à l’efficacité douteuse.

## Engagement social
Vadeboncoeur s'est prononcé à plusieurs reprises sur la nécessité de préserver un système de santé public, soulignant notamment qu'une composante privée importante fait augmenter les coûts du système,. Il a fait de ce thème le sujet de son livre de 2012, Privé de soins: Contre la régression tranquille en santé. Depuis sa fondation en 2008, Vadeboncoeur est membre de Médecins québécois pour le régime public de santé,,.
Cette espèce d'égalité à l'urgence, pour moi a fini par se transposer par l'importance de maintenir un système gratuit et égalitaire, même s'il est imparfait - et j'ai beaucoup essayé d'améliorer cette imperfection dans les domaines que je connaissais.
En 2016, Vadeboncoeur s'est joint à Claire Bolduc, Jean-Martin Aussant, Karel Mayrand, Maïtée Labrecque-Saganash, Véronique Côté, Will Prosper, Aurélie Lanctôt et Gabriel Nadeau-Dubois une tournée de consultation sur l'avenir du Québec appelée Faut qu'on se parle,. À l'issue de sa tournée le collectif a résumé le fruit des 163 assemblées et 19 forums ouverts dans le livre Ne renonçons à rien,.

## Œuvres
L'auteur médecin a plusieurs livres à son actif, notamment une pièce de théâtre écrite en collaboration. Dans un récent ouvrage, Vadeboncoeur traite directement de ce qu'il perçoit comme de graves problèmes minant le système de santé actuel, notamment le surdiagnostic et certains types de dépistage qu'il juge inutiles. Le chroniqueur Louis Cornellier estime que "son livre, à la fois rigoureux, bien écrit et plein d’humour, est d’ailleurs le meilleur livre de médecine paru au Québec depuis longtemps."

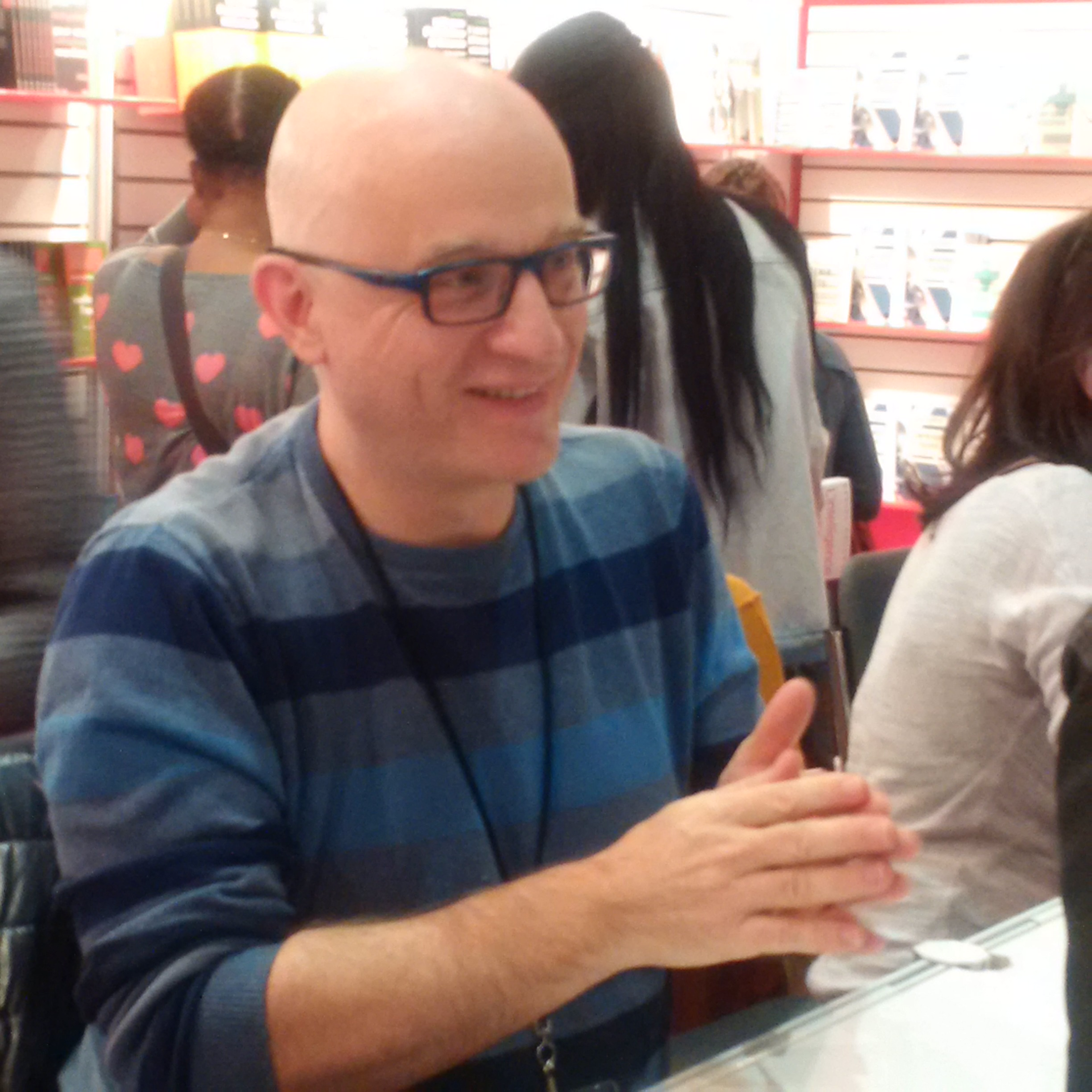
Alain Vadeboncoeur au Salon du livre de Montréal 2017.

| Année | Titre                                                                   | Détails |
| ----- | ----------------------------------------------------------------------- | --- |
| 2009  | Sacré Cœur                                                              | Pièce de théâtre |
| 2012  | Privé de soins: Contre la régression tranquille en santé                | Essai contre la place grandissante des intérêts privés dans les soins de santé publics. |
| 2014  | Les acteurs ne savent pas mourir: Récits d'un urgentologue              | Avec Alexis Martin. Souvenirs et commentaires sur la mort. |
| 2017  | Ne renonçons à rien: Le livre de la tournée «Faut qu'on se parle»       | Essai issu d'une consultation publique. Avec Claire Bolduc, Jean-Martin Aussant, Karel Mayrand, Maïtée Labrecque-Saganash, Véronique Côté, Will Prosper, Aurélie Lanctôt, Gabriel Nadeau-Dubois. |
| 2017  | Désordonnances: Conseils plus ou moins pratiques pour survivre en santé | Essai sur l'esprit critique et les décisions à prendre pour rester en santé. |
| 2018  | Malade!                                                                 | Anecdotes cocasses du milieu de la santé. |
| 2022  | Prendre soin                                                            | Au chevet du système de santé. |
| 2023  | Coeurs                                                                  | Histoire de l'organe essentiel du corps humain et récits à son sujet. |
| 2024  | Quelqu'un doit parler                                                   | Dialogue sur la mort et autres problèmes insolubles. Avec Mathieu Bélisle. |
| 2025  | Poumons                                                                 | Un voyage captivant au cœur de la respiration! |

## Distinctions sélectionnées
| Année | Distinction |
| ----- | --- |
| 2005  | Trophée Agora, Palais des congrès de Montréal. |
| 2005  | Certificat de mérite en éducation médicale, Association canadienne pour l'éducation médicale. |
| 2005  | Médecin de coeur et d'action, catégorie Médecin en médecine d'urgence, Association des médecins de langue française du Canada.                                                                      |
| 2005  | Finaliste (pour l'Institut de cardiologie de Montréal) : mention spéciale, Prix d'excellence de l'administration publique du Québec, catégorie Santé et Services sociaux.                           |
| 2005  | Finaliste (pour l'Institut de cardiologie de Montréal) : mention d’honneur, Concours 2005 des Prix innovation en santé et sécurité du travail, Commission de la santé et de la sécurité du travail. |
| 2008  | Première place, National Association of EMS Physicians 2008 Annual Conference (conjointement avec six autres).                                                                                      |
| 2009  | Prix Rayonnement, Département de médecine familiale et de médecine d’urgence, Faculté de Médecine, Université de Montréal.                                                                          |
| 2010  | Professeur entre les mains duquel on remettrait notre vie, Association des étudiants et étudiantes en médecine de l’Université de Montréal.                                                         |
| 2012  | Président d’honneur, 12e Congrès annuel de la Société des sciences vasculaires du Québec. |
| 2018  | Prix Hubert-Reeves (grand public), Association des communicateurs scientifiques du Québec. |
| 2023  | Prix d’excellence en développement professionnel continu, Fédération des médecins spécialistes du Québec.                                                                                           |
| 2023  | Lauréat, catégorie Rayonnement, Collège des médecins du Québec. |
| 2024  | Prix d’excellence de l’Association des spécialistes en médecine d’urgence du Québec. |

## Vie privée
Alain Vadeboncoeur a grandi entouré de ses quatre frères et sœurs plus âgés de même que ses parents. Peu après la naissance d'Alain, son père, l'auteur Pierre Vadeboncoeur, a troqué son travail d'organisateur syndical pour un poste au siège social de la Confédération des syndicats nationaux. Sa mère était employée dans des hôpitaux de la région de Montréal comme travailleuse sociale; elle était la fille d'un médecin de la communauté de Plantagenet, en Ontario,.
La famille était en contact avec plusieurs personnages qui ont marqué l'histoire du Québec. Son parrain Michel Chartrand, le poète Gaston Miron et l'éditeur Pierre Péladeau étaient des présences fréquentes,,, de même que  leur voisin, le journaliste Louis Martin. Jeune militant anti-tabac, il réussit à convaincre son père d'arrêter de fumer, mais ses tentatives de séparer René Lévesque de ses cigarettes échouent.
La famille Vadeboucoeur passe une partie de l'été à un chalet au lac Nominingue dans les Laurentides, depuis qu'Alain a quatre ans. Il y a amené ses enfants à son tour et fréquente toujours l'endroit aujourd'hui.
Pierre Vadeboncoeur était hypocondriaque et n'a pas encouragé son fils à faire carrière en médecine. Ses frères et sœurs se sont surtout dirigés dans le milieu artistique. Hésitant entre les mathématiques et la médecine, Alain a choisi l'école de médecine à la dernière minute. Découragé par le style d'enseignement à la faculté de médecine à l'Université de Montréal, Alain a interrompu ses études pour voyager avant de compléter le programme et se découvrir une passion pour le travail en milieu hospitalier,.
Avec son ami d'enfance Alexis Martin, Vadeboncoeur a co-écrit et participé à la mise en scène de la pièce Sacré Cœur, présentée en 2008 et 2009 à l'Espace libre, à Montréal, puis en tournée provinciale en 2010. Les événements de la pièce ont lieu dans la salle d'urgence d'un hôpital,,,. En plus d'Alexis Martin, les acteurs Luc Picard, Hélène Florent, Jacques L'Heureux et Muriel Dutil ont présenté la version originale de la pièce.
Vadeboncoeur joue du piano,.